# Bandera de la República Socialista Soviètica de Belarús
La bandera de la República Socialista Soviètica de Belarús va ser adoptada per la República Socialista Soviètica de Belarús el 25 de desembre de 1951. Va ser utilitzada fins a la caiguda de la Unió Soviètica el 1991. El disseny de l'actual bandera de Belarús està basat en aquesta bandera.
Tant la Unió Soviètica com dues de les seves repúbliques (l'RSS de Belarús i l'RSS d'Ucraïna) eren membres de les Nacions Unides, la qual cosa va crear la necessitat d'adoptar dissenys amb majors diferències visuals per a les repúbliques de l'URSS, en especial les dues anteriors. Per això, a finals de la dècada de 1940 i començaments de la següent es van adoptar nous dissenys. El de l'RSS de Belarús consistia en una bandera vermella amb una franja verda a la vora inferior. A l'asta hi havia una franja vertical amb un disseny popular belarús creat el 1917 per Matrona Markyevich.

## Colors
| Model de color | Vermell             | Verd               | Blanc          | Groc              |
| -------------- | ------------------- | ------------------ | -------------- | ----------------- |
| Pantone        | 3546C               | 355XGC             | P 75-1 U       | Medium Yellow C   |
| RGB            | 205, 0, 0           | 0, 153, 51         | 255, 255, 255  | 255, 217, 0       |
| CMYK           | 0%, 100%, 100%, 20% | 100%, 0%, 67%, 40% | 0%, 0%, 0%, 0% | 0%, 15%, 100%, 0% |
| HTML           | CD0000              | 009933             | FFFFFF         | FFD900            |

## Banderes històriques
La primera bandera, adoptada per la República Socialista Soviètica Lituana-Belarussa durant la seva existència el 1919, consistia simplement en una bandera roja. Després de la formació de l'RSS de Belarús, els caràcters ССРБ (SSRB) foren afegits en color daurat al cantó superior a l'asta. El disseny va ser canviat el 1937, canviant els caràcters a БССР (BSSR) en un tipus de lletra gràcia, a dalt dels quals hi havia una estrella roja sobre la falç i martell. En la dècada de 1940 la inscripció va ser canviada de nou, deixant només els caràcters en un tipus de lletra de pal sec envoltats per una vora daurada; aquest disseny fou usat fins a l'adopció de l'última bandera el 1951.

Bandera de la República Socialista Soviètica Lituano-belarussa (1919).
Bandera de la República Socialista Soviètica de Belarús (1919-1937).
Bandera de la República Socialista Soviètica de Belarús (1937-1940).
Bandera de la República Socialista Soviètica de Belarús (1940-1951).